# 2009–2010-es ciprusi labdarúgó-bajnokság (első osztály)
A 2009–2010-es A’ Katigoríasz a legmagasabb szintű labdarúgó-bajnokság Cipruson, mely 72. alkalommal került kiírásra. A pontvadászat küzdelmei 14 csapat részvételével 2009. augusztus 29-én kezdődtek és 2010. május 8-án értek véget. A címvédő az APÓEL csapata volt.
A bajnokságot a fővárosi Omónia nyerte, míg az újonc Árisz, a szintén újonc Néa Szalamína, illetve az APÉP búcsúzott az élvonaltól. Az Év Labdarúgója címet a bajnokcsapat játékosa, Ilíasz Haralámbusz kapta, míg a gólkirályi címen a zöld-foki-szigeteki José Semedo és a brazil Joeano osztozott 22-22 góllal.
A másodosztályból a 2008–09-es szezon két lárnakai búcsúzója, az Alkí és az AÉK mellett a fővárosi Olimbiakósz jutott fel.

## A bajnokság rendszere
A bajnokság két fő részből áll: egy alapszakaszból és egy helyosztóból. Az alapszakaszban a 14 csapat körmérkőzéses, oda-visszavágós rendszerben mérkőzik meg egymással. Az utolsó két helyen végzett csapat kiesik a másodosztályba, míg a többi csapatot helyezésüknek megfelelően négyes csoportokra bontják. A helyosztó csoportmérkőzésekre minden csapat magával viszi az alapszakaszban elért összes eredményét, ahol újra körmérkőzéses, oda-visszavágós rendszerben mérkőzik meg ellenfeleivel.
Az alapszakasz 1–4. helyen végzett csapatai mérkőznek meg a bajnoki címért és az európaikupa-indulást jelentő helyekért.

## Változások a 2008–09-es szezonhoz képest
Feljutott
- Ermísz Aradíppu, a másodosztály győztese
- Árisz Lemeszú, a másodosztály ezüstérmese
- Néa Szalamína, a másodosztály bronzérmese

Kiesett
- Alkí Lárnakasz, 12. helyen
- AÉK Lárnakasz, 13. helyen
- Atrómitosz Jeroszkípu, 14. helyen

## Csapatok
| Név (használt, vagy rövidített név)      | Város (angol név)     | Stadion                       | Befogad. |
| ---------------------------------------- | --------------------- | ----------------------------- | -------- |
| AÉ Lemeszú (AÉL)                         | Lemeszósz (Limassol)  | Círion Stadion                | 13 331   |
| AÉ Páfosz (AÉP)                          | Páfosz (Paphos)       | Pafiakó Stadion               | 10 000   |
| Anórthoszi Ammohósztu (Anórthoszi)       | Lárnaka (Larnaca)     | Andónisz Papadópulosz Stadion | 10 003   |
| APÉ Piciliász (APÉP)                     | Lemeszósz (Limassol)  | Círion Stadion                | 13 331   |
| APÓ Ellínon Lefkoszíasz (APÓEL)          | Lefkoszía (Nicosia)   | Neo GSZP Stadion              | 22 859   |
| Apóllon Lemeszú (Apóllon)                | Lemeszósz (Limassol)  | Círion Stadion                | 13 331   |
| APÓ Péjiasz Kinírasz (APÓP)              | Péjia (Peyia)         | Péjiai stadion                | 3 828    |
| Árisz Lemeszú (Árisz)                    | Lemeszósz (Limassol)  | Círion Stadion                | 13 331   |
| Dóxa Katokopiász (Dóxa)                  | Lefkoszía (Nicosia)   | Makário Stadion               | 16 000   |
| Ermísz Aradíppu (Ermísz)                 | Aradíppu (Aradippou)  | Aradíppui stadion             | 4 500    |
| Ethnikósz Áhnasz (Ethnikósz)             | Áhna (Achnas)         | Daszáki Stadion               | 7 000    |
| ÉN Paralímniu (ÉNP)                      | Paralímni (Paralimni) | Paralímni stadion             | 5 800    |
| Néa Szalamína Ammohósztu (Néa Szalamína) | Lárnaka (Larnaca)     | Ammohósztosz Stadion          | 5 500    |
| ASZ Omónia Lefkoszíasz (Omónia)          | Lefkoszía (Nicosia)   | Neo GSZP Stadion              | 22 859   |

## Alapszakasz

### Végeredménye
| #   | Csapat             | M  | GY | D | V  | G+ – G– | GK  | P   | Megjegyzések               | Egymás elleni           |
| --- | ------------------ | -- | -- | - | -- | ------- | --- | --- | -------------------------- | ----------------------- |
| 1.  | Omónia             | 26 | 19 | 5 | 2  | 52–21   | +31 | 62  | Helyosztó az 1.–4. helyért |                         |
| 2.  | Anórthoszisz       | 26 | 18 | 4 | 4  | 45–20   | +25 | 58  | Helyosztó az 1.–4. helyért |                         |
| 3.  | Apóllon            | 26 | 17 | 6 | 3  | 43–15   | +28 | 57  | Helyosztó az 1.–4. helyért |                         |
| 4.  | APÓELCV, K         | 26 | 16 | 7 | 3  | 46–18   | +28 | 55  | Helyosztó az 1.–4. helyért |                         |
| 5.  | AÉL                | 26 | 14 | 3 | 9  | 31–22   | +9  | 45  | Helyosztó az 5.–8. helyért |                         |
| 6.  | APÓP               | 26 | 10 | 4 | 12 | 40–44   | −4  | 34  | Helyosztó az 5.–8. helyért |                         |
| 7.  | Ethnikósz          | 26 | 8  | 7 | 11 | 23–31   | −8  | 31  | Helyosztó az 5.–8. helyért |                         |
| 8.  | ÉNP                | 26 | 7  | 8 | 11 | 29–35   | −6  | 29  | Helyosztó az 5.–8. helyért | ÉNP–ERM 2:0 ERM–ÉNP 1:0 |
| 9.  | ErmíszÚ            | 26 | 7  | 8 | 11 | 31–34   | −3  | 29  | Helyosztó a 9.–12. helyért | ÉNP–ERM 2:0 ERM–ÉNP 1:0 |
| 10. | Dóxa               | 26 | 6  | 8 | 12 | 25–37   | −12 | 26  | Helyosztó a 9.–12. helyért | DÓX–AÉP 2:2 AÉP–DÓX 1:2 |
| 11. | AÉP                | 26 | 6  | 8 | 12 | 27–39   | −12 | 26  | Helyosztó a 9.–12. helyért | DÓX–AÉP 2:2 AÉP–DÓX 1:2 |
| 12. | ÁriszÚ             | 26 | 4  | 8 | 14 | 26–47   | −21 | 20  | Helyosztó a 9.–12. helyért |                         |
| 13. | Néa SzalamínaÚ (K) | 26 | 2  | 8 | 16 | 19–45   | −26 | 14  | B' Katigoríasz             |                         |
| 14. | APÉP (K)           | 26 | 4  | 4 | 18 | 25–54   | −29 | 101 | B' Katigoríasz             |                         |

Forrás: Ciprusi Labdarúgó-szövetség (görögül) 
A rangsorolás alapszabályai: 1. összpontszám, 2. egymás elleni eredmények összpontszáma, 3. egymás elleni eredmények gólkülönbsége, 4. egymás elleni eredmények szerzett góljainak száma, 5. gólkülönbség, 6. szerzett gólok száma.
1Az APÉP csapatától 6 pontot levontak, mivel az APÉP–Ethnikósz-mérkőzésen a hazai játékosok a mérkőzés lefújása előtt az öltözőbe vonultak.
(B): Bajnokcsapat, (K): Kieső csapat, (F): Feljutó csapat, (I): Kupainduló, (R): A rájátszás győztese, (KGY): Kupagyőztes

### Kereszttábla
| Hazai \ Vendég1 | AÉL | AÉP | ANÓ | APÉP | APÓE | APÓL | APÓP | ARI | DÓX | ERM | ETH | ÉNP | NSZ | OMÓ |
| AÉL             |     | 2–1 | 0–1 | 2–0  | 1–2  | 0–0  | 2–0  | 1–0 | 1–0 | 2–1 | 2–2 | 2–1 | 3–1 | 1–0 |
| AÉP             | 1–0 |     | 0–2 | 2–1  | 0–1  | 1–2  | 3–2  | 1–3 | 1–2 | 3–1 | 0–0 | 2–0 | 0–1 | 1–3 |
| Anórthoszisz    | 1–0 | 3–0 |     | 3–0  | 0–0  | 1–1  | 2–1  | 3–1 | 3–0 | 1–0 | 2–1 | 2–0 | 4–1 | 1–3 |
| APÉP            | 0–1 | 3–3 | 0–2 |      | 1–4  | 0–4  | 2–3  | 2–1 | 0–0 | 3–3 | 0–3 | 1–2 | 2–1 | 1–1 |
| APÓEL           | 1–0 | 0–0 | 2–0 | 3–1  |      | 1–1  | 3–1  | 5–0 | 3–0 | 1–0 | 2–0 | 3–1 | 0–0 | 1–2 |
| Apóllon         | 0–2 | 0–0 | 2–0 | 2–0  | 2–0  |      | 1–0  | 3–0 | 2–0 | 2–1 | 3–1 | 1–1 | 4–1 | 0–1 |
| APÓP            | 1–0 | 0–0 | 2–0 | 1–2  | 4–3  | 1–3  |      | 1–1 | 2–2 | 1–1 | 3–0 | 1–2 | 2–1 | 1–3 |
| Árisz           | 0–0 | 2–1 | 0–3 | 2–0  | 0–2  | 1–1  | 2–4  |     | 1–4 | 2–2 | 0–0 | 1–1 | 3–1 | 0–1 |
| Dóxa            | 1–0 | 2–2 | 2–3 | 1–0  | 1–2  | 0–1  | 1–2  | 0–0 |     | 1–1 | 1–0 | 2–2 | 0–0 | 2–4 |
| Ermísz          | 1–0 | 0–0 | 0–0 | 2–1  | 1–2  | 1–2  | 2–3  | 5–3 | 2–1 |     | 1–0 | 1–0 | 1–1 | 1–2 |
| Ethnikósz       | 1–4 | 1–2 | 1–3 | 1–0  | 0–0  | 0–1  | 3–1  | 0–0 | 1–0 | 0–0 |     | 1–0 | 2–1 | 2–1 |
| ÉNP             | 1–2 | 5–1 | 1–2 | 2–0  | 1–1  | 0–3  | 3–1  | 1–0 | 1–1 | 2–0 | 1–2 |     | 1–1 | 0–4 |
| Néa Szalamína   | 1–3 | 0–0 | 1–2 | 1–2  | 0–3  | 0–1  | 1–2  | 3–2 | 0–1 | 0–3 | 1–1 | 0–0 |     | 0–2 |
| Omónia          | 4–0 | 3–2 | 1–1 | 4–3  | 1–1  | 2–1  | 1–0  | 2–1 | 3–0 | 1–0 | 2–0 | 0–0 | 1–1 |     |

Forrás: Ciprusi Labdarúgó-szövetség (görögül) 
1A hazai csapatok a bal oldali oszlopban szerepelnek.
Színek: Zöld = hazai győzelem; Sárga = döntetlen; Piros = vendéggyőzelem.
2A Néa Szalamína–APÓEL-mérkőzés 76. percében 0–1-es állásnál a hazai szurkolók a pályára szaladtak. A találkozót 3–0-s gólkülönbséggel az APÓEL javára ítélték.

3Az APÉP–Ethnikósz-mérkőzés a 90+6. percben 1–1-es állásnál félbeszakadt, mivel a hazai játékosok a mérkőzés lefújása előtt levonultak a pályáról. A találkozót 3–0-s gólkülönbséggel az Ethnikósz javára ítélték. 
 

## Helyosztók

### 1–4. helyért

#### A végeredmény
| #  | Csapat        | M  | GY | D | V | G+ – G– | GK  | P  | Megjegyzések                                   |
| -- | ------------- | -- | -- | - | - | ------- | --- | -- | ---------------------------------------------- |
| 1. | Omónia (B)    | 32 | 22 | 8 | 2 | 60–25   | +35 | 74 | 2010–2011-es Bajnokok Ligája – 2. selejtezőkör |
| 2. | APÓELCV, K    | 32 | 19 | 8 | 5 | 53–24   | +29 | 65 | 2010–2011-es Európa-liga – 2. selejtezőkör     |
| 3. | Anórthoszisz  | 32 | 19 | 7 | 6 | 51–27   | +24 | 64 | 2010–2011-es Európa-liga – 1. selejtezőkör     |
| 4. | Apóllon (KGY) | 32 | 17 | 9 | 6 | 47–23   | +24 | 60 | 2010–2011-es Európa-liga – 3. selejtezőkör1    |

Forrás: Ciprusi Labdarúgó-szövetség (görögül) 
A rangsorolás alapszabályai: 1. összpontszám, 2. egymás elleni eredmények összpontszáma, 3. egymás elleni eredmények gólkülönbsége, 4. egymás elleni eredmények szerzett góljainak száma, 5. gólkülönbség, 6. szerzett gólok száma.
1Az Apóllon nyerte a 2009–2010-es ciprusi kupát, így a 2010–2011-es Európa-liga 3. selejtezőkörben jogosult indulni.
(B): Bajnokcsapat, (K): Kieső csapat, (F): Feljutó csapat, (I): Kupainduló, (R): A rájátszás győztese, (KGY): Kupagyőztes

#### Kereszttábla
| Hazai \ Vendég1 | ANÓ | APÓEL | APÓL | OMÓ |
| Anórthoszisz    |     | 1–1   | 2–0  | 2–4 |
| APÓEL           | 1–0 |       | 3–2  | 0–1 |
| Apóllon         | 0–0 | 1–2   |      | 0–0 |
| Omónia          | 1–1 | 1–0   | 1–1  |     |

Forrás: Ciprusi Labdarúgó-szövetség (görögül) 
1A hazai csapatok a bal oldali oszlopban szerepelnek.
Színek: Zöld = hazai győzelem; Sárga = döntetlen; Piros = vendéggyőzelem.
 

### 5–8. helyért

#### A végeredmény
| #  | Csapat    | M  | GY | D  | V  | G+ – G– | GK  | P  | Megjegyzések |
| -- | --------- | -- | -- | -- | -- | ------- | --- | -- | ------------ |
| 5. | AÉL       | 32 | 18 | 4  | 10 | 50–33   | +17 | 58 |              |
| 6. | ÉNP       | 32 | 10 | 10 | 12 | 40–42   | −2  | 40 |              |
| 7. | Ethnikósz | 32 | 10 | 8  | 14 | 34–42   | −8  | 38 |              |
| 8. | APÓP      | 32 | 11 | 4  | 17 | 50–65   | −15 | 37 |              |

Forrás: Ciprusi Labdarúgó-szövetség (görögül) 
A rangsorolás alapszabályai: 1. összpontszám, 2. egymás elleni eredmények összpontszáma, 3. egymás elleni eredmények gólkülönbsége, 4. egymás elleni eredmények szerzett góljainak száma, 5. gólkülönbség, 6. szerzett gólok száma.
(B): Bajnokcsapat, (K): Kieső csapat, (F): Feljutó csapat, (I): Kupainduló, (R): A rájátszás győztese, (KGY): Kupagyőztes

#### Kereszttábla
| Hazai \ Vendég1 | AÉL | APÓP | ETH | ÉNP |
| AÉL             |     | 4–2  | 1–0 | 2–2 |
| APÓP            | 2–5 |      | 3–2 | 1–2 |
| Ethnikósz       | 4–3 | 4–2  |     | 0–1 |
| ÉNP             | 1–3 | 4–0  | 1–1 |     |

Forrás: Ciprusi Labdarúgó-szövetség (görögül) 
1A hazai csapatok a bal oldali oszlopban szerepelnek.
Színek: Zöld = hazai győzelem; Sárga = döntetlen; Piros = vendéggyőzelem.
 

### 9–12. helyért

#### A végeredmény
| #   | Csapat     | M  | GY | D | V  | G+ – G– | GK  | P  | Megjegyzések   |
| --- | ---------- | -- | -- | - | -- | ------- | --- | -- | -------------- |
| 9.  | ErmíszÚ    | 32 | 12 | 8 | 12 | 43–38   | +5  | 44 |                |
| 10. | AÉP        | 32 | 9  | 9 | 14 | 39–50   | −11 | 36 |                |
| 11. | Dóxa       | 32 | 9  | 8 | 15 | 36–46   | −10 | 35 |                |
| 12. | ÁriszÚ (K) | 32 | 4  | 9 | 19 | 30–63   | −33 | 21 | B' Katigoríasz |

Forrás: Ciprusi Labdarúgó-szövetség (görögül) 
A rangsorolás alapszabályai: 1. összpontszám, 2. egymás elleni eredmények összpontszáma, 3. egymás elleni eredmények gólkülönbsége, 4. egymás elleni eredmények szerzett góljainak száma, 5. gólkülönbség, 6. szerzett gólok száma.
(B): Bajnokcsapat, (K): Kieső csapat, (F): Feljutó csapat, (I): Kupainduló, (R): A rájátszás győztese, (KGY): Kupagyőztes

#### Kereszttábla
| Hazai \ Vendég1 | AÉP | ÁRI | DÓX | ERM |
| AÉP             |     | 3–2 | 4–1 | 3–0 |
| Árisz           | 2–2 |     | 0–2 | 0–2 |
| Dóxa            | 4–0 | 3–0 |     | 1–4 |
| Ermísz          | 1–0 | 4–0 | 1–0 |     |

Forrás: Ciprusi Labdarúgó-szövetség (görögül) 
1A hazai csapatok a bal oldali oszlopban szerepelnek.
Színek: Zöld = hazai győzelem; Sárga = döntetlen; Piros = vendéggyőzelem.
 

## A góllövőlista élmezőnye
Forrás: Ciprusi Labdarúgó-szövetség. (görögül)
22 gólos
- José Semedo (APÓP)
- Joeano (Ermísz)

13 gólos
- Gastón Sangoy (Apóllon)

12 gólos
- Dieter van Tornhout (ÉNP)

11 gólos
- Efsztáthiosz Alonéftisz (Omónia)
- Mihálisz Konsztandínu (Omónia)
- Nenad Mirosavljević (APÓEL)

10 gólos
- Andréasz Avraám (Apóllon)
- Cafú (Anórthoszisz)
- Freddy (AÉL)
- Henrique (Dóxa)
- Hrísztosz Marangósz (Anórthoszisz)

## Külső hivatkozások
- A ciprusi labdarúgó-bajnokság a soccerway.com-on (angolul)
- RSSSF